# Daedalea microsticta
Daedalea microsticta är en svampart som beskrevs av Cooke 1882. Daedalea microsticta ingår i släktet Daedalea och familjen Fomitopsidaceae.   Inga underarter finns listade i Catalogue of Life.